# Achenium baeticum
Achenium baeticum é um género de besouro. Trata-se de um estudo realizado por Jean Jarrige em 1952.
Achenium baeticum pertence à família dos Staphylinidae.
Esta espécie é originária de Espanha